# Joaquín Oliet Cruella

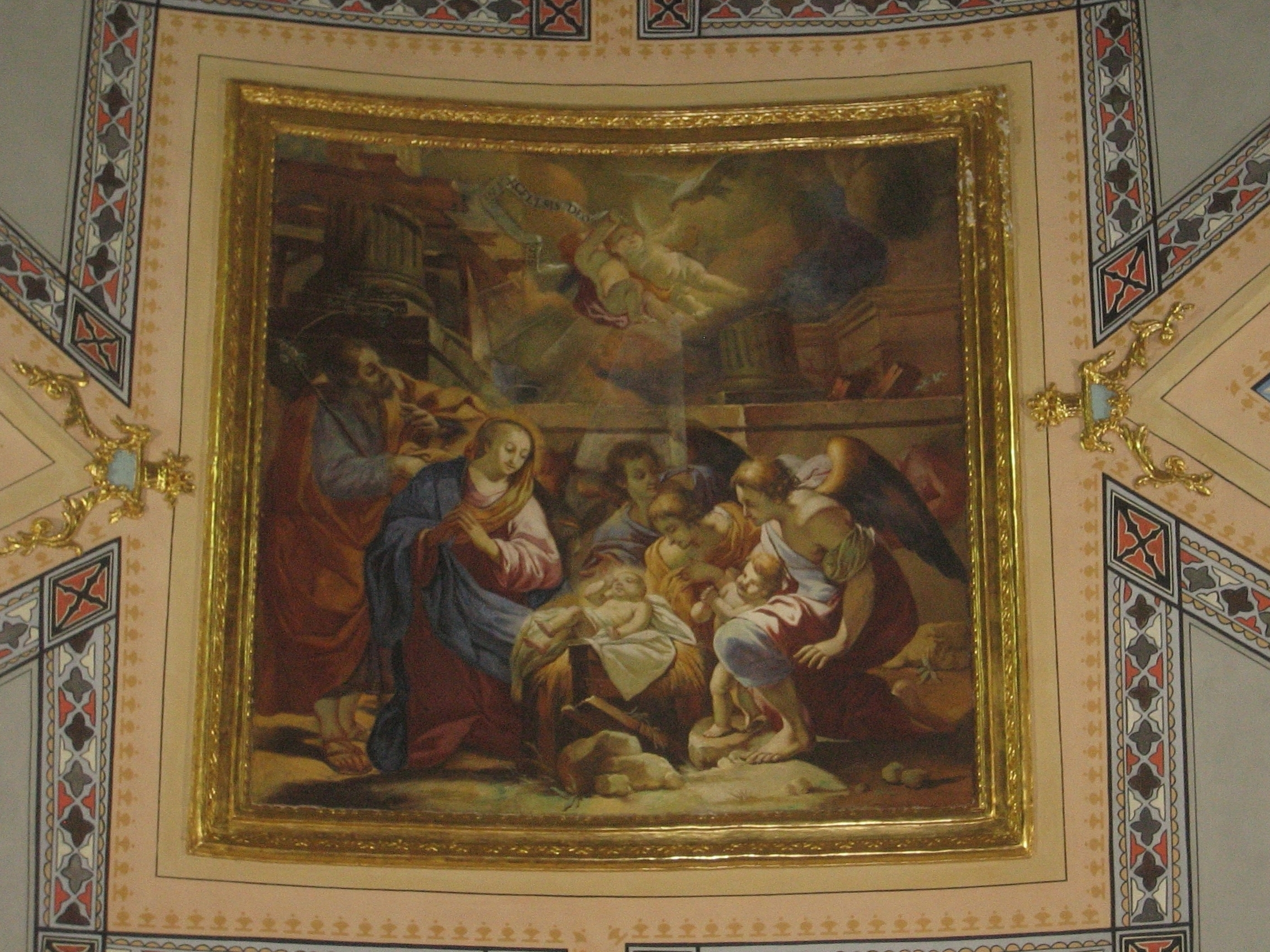
La Nativitat de Jesús, pintura de la bóveda de la nave de la ermita de la Virgen de la Misericordia de Vinaroz.

Joaquín Oliet Cruella (Morella, 16 de noviembre de 1775-Onda, 27 de noviembre de 1849) fue un pintor neoclásico.

## Biografía
Fue hijo del matrimonio formado por Joaquín Oliet, pintor y dorador local y Tomasa Cruella, terratenientes morellanos que dada su desahogada situación económica pueden dar a su hijo una esmerada educación en la aulas de Morella primero, y hacia el año 1790 se matriculó en la Real Academia de Bellas Artes de San Carlos de Valencia.
Después de un esmerado y provechoso aprendizaje, su ilusión se decanta por las técnicas del temple, fresco y óleo que son las que mejor domina, sobre todo el fresco en la que llega a ser un consumado maestro. Fue discípulo de José Vergara Gimeno, José Camarón Boronat y Maella. Finalizó sus estudios en 1796.
El 15 de mayo de 1798 contrae matrimonio con Margarita Fabregat, poseedora de grandes haciendas y que le dio tres hijos llamados Joaquín, Fernando y María del Carmen. 
A Oliet le gustabann los colores vivos, la claridad, sobre todo en los frescos, siendo un hombre profundamente enamorado de su profesión: pintó mucho y trabajó incansablemente en la pintura religiosa, siendo muchas las iglesias de la Comunidad Valenciana que todavía conservan excelentes frescos plasmados en cúpulas, presbiterios y lienzos de pared. Los encargos se suceden centrados especialmente para edificios religiosos, así entre los años 1798 y 1803 trabaja en San Mateo, Castellón, Almazora, Morella y Vall de Uxó. 
El 5 de junio de 1803, obtiene el título académico de supernumerario en la Academia de Bellas Artes de San Carlos.
La vida familiar de Oliet se ve gravemente afectada al fallecer su esposa el 2 de marzo de 1804 con menos de 30 años, dejándole con tres hijos de corta edad.
En 1815 vuelve a Morella instalándose en casa de unos parientes, lo que le ocasiona muchos trabajos por la comarca de Los Puertos de Morella realizados en sus iglesias, muchas de cuyas pinturas todavía pueden contemplarse. Estos trabajos y los encargos de caballete que se le hacen, prolongan su estancia en Morella durante mucho tiempo.En ese mismo año de 1815 es nombrado académido de la Real Academia de San Luis de Zaragoza.
No hay citas exactas, de cómo, pero conoció a una mujer de Onda llamada Manuela Sales, con la que contrajo segundas nupcias, trasladándose definitivamente a aquella población castellonense.
Este genial pintor falleció en Onda a consecuencia de una afección pulmonar el 27 de noviembre de 1849, después de una fecunda vida profesional.

## Obra
Decoró un número importante de iglesias de la Comunidad Valenciana, entre las que destacan la Iglesia parroquial de San Agustín en la localidad de Alfara de Algimia, la Capilla de la Comunión o de la Purísima de la Iglesia de San Jaime Apóstol de Petrés, la de la Natividad de Almazora en la que ornamentó el muro del Salvador, la Iglesia parroquial de Cinctorres, la de la Transfiguración de Ibi y la ermita de la Misericordia de Vinaroz, donde, entre 1825 y 1826, pintó dieciséis frescos en sus bóvedas y pechinas reproduciendo motivos religiosos y bíblicos, entre ellos las figuras de la heroínas Jael, Judith, Maria de Aarón y Ruth.
Son también importantes los frescos que realizó en la Iglesia de San Jerónimo de Alfarrasí en su altar mayor, en 1823, y en el 
presbiterio, ocupando un cuarto de medio esfera se encuentra "La Asunción de la Virgen a los Cielos". En 
la 
paredes 
laterales: "La 
Vistación a la prima Isabel" y "La Anunciación". También son notables los frescos de San Pedro, San Joaquín y Santa Ana. En los medallones de la bóveda y triángulos del crucero bajo la cúpula se encuentran respresentados los Papas Valencianos: Calixto III y Alejandro VI (15.000 pesetas de la época costaron las obras pintadas).
Es también el autor de los frescos de la iglesia del Convento de San Agustín de Castellón de la Plana y de la ermita de Villanueva de Alcolea, así como de la cúpula de la iglesia de las monjas de Santa Clara, en Alcoy.
Pintó importantes lienzos al óleo, algunos de los cuales se conservan en la Concatedral de Santa María de Castellón de la Plana. Completó algunas de sus obras el pintor Juan Francisco Cruella también nacido en Morella. 